# ASV Volleyball Aarhus 2016-2017 (maschile)
Questa voce raccoglie le informazioni riguardanti l'ASV Volleyball Aarhus nelle competizioni ufficiali della stagione 2016-2017.

## Organigramma societario
Area tecnica
- Allenatore: Søren Hansen

## Rosa
| N° | Nome              | Ruolo | Data di nascita   | Nazionalità sportiva |
| -- | ----------------- | ----- | ----------------- | -------------------- |
| 1  | Morten Davidsen   | L     | 26 gennaio 1988   | Danimarca            |
| 2  | Kristian Vinther  | S     | 30 luglio 1993    | Danimarca            |
| 3  | Simon Søndergaard | S     | 25 marzo 1991     | Danimarca            |
| 4  | Nikolaj Grove     | S     | 23 giugno 1991    | Danimarca            |
| 5  | Niels Friis       | C     | 30 agosto 1994    | Danimarca            |
| 6  | James McRae       | C     | 10 novembre 1993  | Australia            |
| 7  | Mathias Klogborg  | C     | 26 ottobre 1984   | Danimarca            |
| 8  | Casper Bjerg      | S     | 16 settembre 1989 | Danimarca            |
| 9  | Aske Donslund     | S     | 1º ottobre 1992   | Danimarca            |
| 10 | Marius Kristensen | S     | 4 settembre 1982  | Danimarca            |
| 11 | Henrik Mortensen  | L     | 18 giugno 1986    | Danimarca            |
| 12 | Emil Foldager     | P     | 17 luglio 1991    | Danimarca            |
| 14 | Søren Kristiansen | S/O   | 19 dicembre 1984  | Danimarca            |
| 15 | Simon Holm        | S     | 27 maggio 1991    | Danimarca            |
| 16 | Jonas Pedersen    | C     | 27 marzo 1993     | Danimarca            |
| 17 | Morten Gregersen  | S/O   | 17 febbraio 1989  | Danimarca            |
| 18 | Christian Jensen  | P     | 25 febbraio 1988  | Danimarca            |